# پایگاه هوایی اچ-۴
پایگاه هوایی اچ-۴ (به انگلیسی: H-4 Air Base) یک فرودگاه است . این فرودگاه در کشور اردن قرار دارد .